# Vol Qantas 1
Le vol Qantas 1 est un vol régulier international, assuré par un Boeing 747-400 de la compagnie aérienne australienne Qantas et reliant Sydney à Londres, qui a été impliqué dans une sortie de piste à l'aéroport international Don Muang de Bangkok, en Thaïlande, le 23 septembre 1999, alors qu'il y atterrit pour faire une escale.
On ne compte aucune victime et 38 blessés léger parmi les 391 passagers et 19 membres d'équipage présent à bord, bien que l'appareil ait subi des dégâts importants, notamment sur le fuselage et les trains d'atterrissage.  

## Contexte
Les vols de Qantas entre Londres et l'Australie sont effectués sur une route connue sous le nom de « route des Kangourous ». Elle fait traditionnellement référence aux différentes routes aériennes parcourues entre l'Australie et le Royaume-Uni, via l'hémisphère oriental.
Le vol 1 été opéré par le commandant de bord Jack Fried, alors aux commandes d'un Boeing 747-438, livré neuf à Qantas en août 1990 et immatriculé VH-OJH (numéro de série 24806). Il a quitté Sydney plus tôt dans la journée, à 16h45 heure locale, et après plus de huit heures de vol sans incident, il a entamé son approche vers l'aéroport international Don Muang à 22h45, heure locale.

## Déroulement de l'accident
Lors de l'approche sur Bangkok, les conditions météorologiques se sont considérablement détériorées, passant d'une visibilité de 5 milles (soit 8 km) 30 minutes avant l'atterrissage, à une visibilité de près de 0,5 mille (soit 800 m) au moment de l'atterrissage. L'équipage a observé une cellule orageuse au-dessus de l'aéroport et les rapports au sol indiquaient qu'il pleuvait abondamment. Cependant, ces conditions météorologiques sont courantes en Thaïlande. 
Sept minutes avant l'atterrissage du vol 1, un Airbus A330 de Thai Airways International a atterri normalement, mais trois minutes avant l'atterrissage du vol 1, le vol Qantas 15, un autre 747 de Qantas reliant Sydney à Rome via Bangkok, a effectué une remise des gaz en raison d'une mauvaise visibilité lors de l'approche finale. L'équipage du vol 1, cependant, n'en était pas conscient à ce moment-là.
Le copilote s'est chargé de piloter l'appareil lors de l'approche finale. L'altitude et la vitesse de l'avion étaient élevées, mais respectaient les limites fixées par la compagnie. La pluie était maintenant suffisamment forte pour que les feux de piste ne soient visibles que par intermittence après chaque coup d'essuie-glace. Juste avant le toucher des roues, le commandant de bord, préoccupé par la distance de toucher des roues (plus de 3 000 pieds (910 m) au-delà du seuil de piste) et incapable de voir le bout de la piste, ordonne au copilote d'effectuer une remise des gaz.
Ce dernier a poussé les gaz, mais n'a pas enclenché le mode Takeoff/go-around (TO/GA). À ce stade, la visibilité s'est nettement améliorée et le train d'atterrissage a touché la piste, bien que l'avion ait continué à accélérer. Le commandant de bord décide alors d'annuler la remise de gaz en retardant l'avancée des manettes de poussée, alors qu'il n'est pas aux commandes de l'avion. 
Cela a semé la confusion dans le cockpit, car il n'a pas annoncé ses actions au copilote qui avait toujours le contrôle formel. En annulant les actions du copilote, le commandant de bord a laissé par inadvertance un des moteurs à la puissance TO/GA et, par conséquent, a annulé les réglages du système de freinage automatique présélectionnés.
L'atterrissage s'est poursuivi, mais le freinage manuel n'a commencé que lorsque l'avion était à plus de 5 200 pieds (1 600 m) sur la piste. L'avion a alors commencé à faire de l'aquaplanage et à déraper le long de la piste, s'écartant sensiblement de l'axe de la piste. Les procédures d'exploitation standard de la compagnie prescrivaient que la poussée inverse au ralenti soit utilisée pour les atterrissages et que les volets soient réglés à 25°, et non à leur maximum de 30. 
La combinaison des volets à 25°, l'absence de freinage automatique, la non-utilisation des inverseurs de poussée, une approche à une vitesse trop élevée, un toucher des roues trop tardif, une mauvaise gestion des ressources de l'équipage et la présence d'eau sur la piste ont conduit à l'accident.
L'avion a progressivement décéléré, a quitté l'extrémité de la piste pour finir sa course dans une étendue marécageuse, entrant en collision avec une antenne radio au sol et s'immobilisant avec le nez de l'avion sur la route en périphérie de l'aéroport, le terrain de l'autre côté de cette route faisant partie d'un terrain de golf.

Épave de l'avion
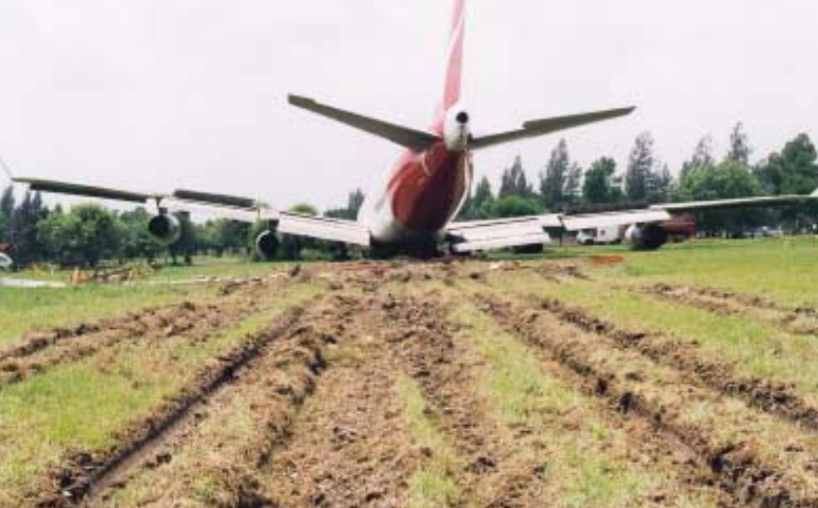
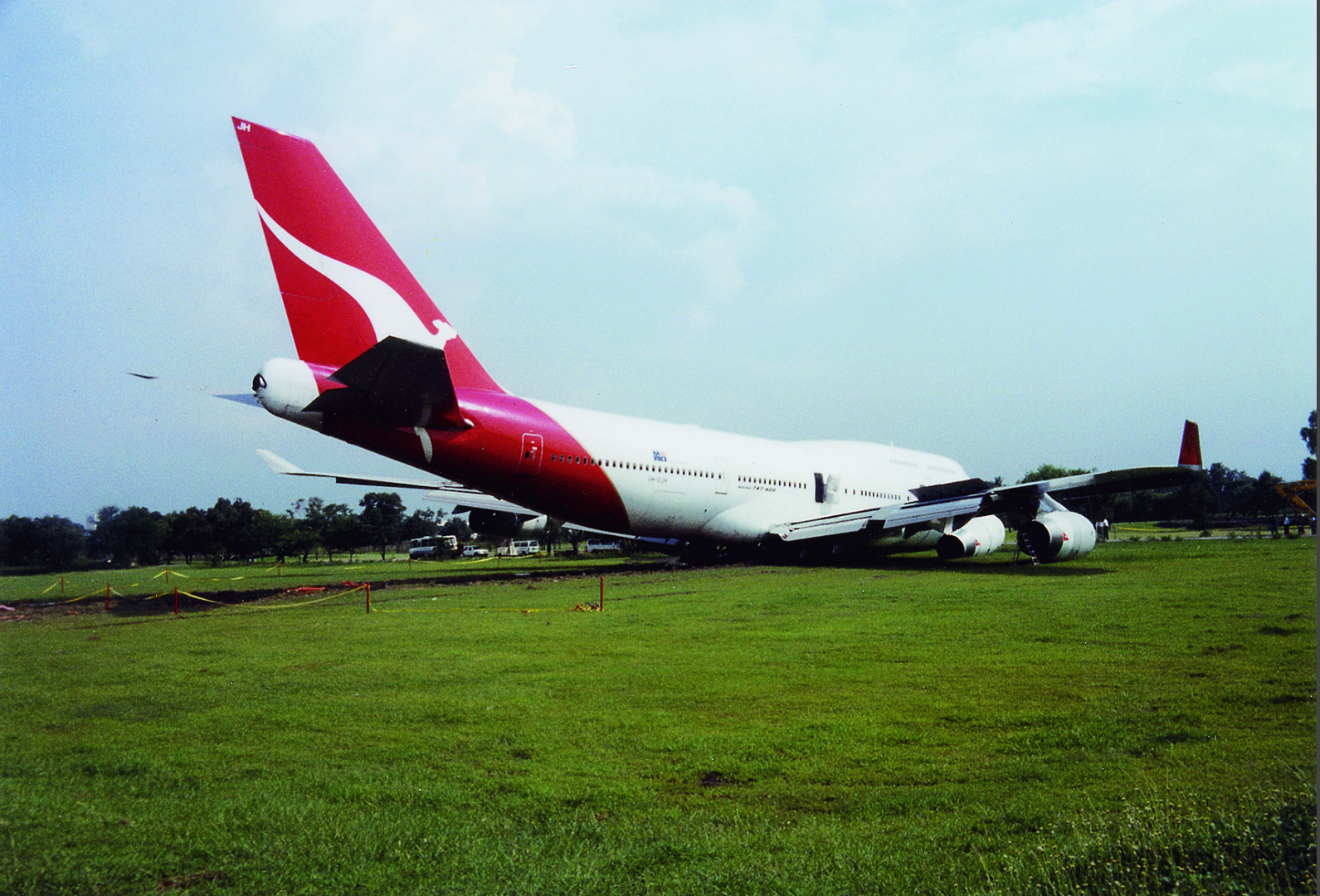

Il n'y a pas eu de blessures graves chez les passagers lors de l'évacuation ordonnée de l'avion, effectuée environ 20 minutes après l'atterrissage. 38 passagers ont signalé des blessures mineures.

### Dommages
La collision avec l'antenne au sol a provoqué l'effondrement du train d'atterrissage avant et du train principal droit, le train avant étant rentré dans le fuselage. L'avion a glissé avec une faible assiette à piqué, avec l'aile droite incliné vers le sol, causant des dommages supplémentaires au nez, ainsi qu'aux deux moteurs droits et à leurs supports. L'affaissement du train avant a également provoqué la panne de l'interphone en cabine et du système de sonorisation de l'avion.
Les dégâts étaient tels que l'avion était initialement déclaré hors d'usage, mais pour préserver sa réputation et pour des raisons économiques, Qantas l'a fait réparer pour un coût d'environ 100 millions de dollars australiens (le chiffre exact n'a jamais été divulgué par la compagnie aérienne). La remise en service de l'avion a permis à la compagnie de conserver son record d'absence d'accident avec perte de l'appareil, depuis l'avènement de l'ère du jet, et s'est également avérée être l'option la plus économique pour l'époque, puisqu' acheté un nouveau 747-400 aurait coûté près de 200 millions de dollars.

## Conséquences
À la suite de cet accident, la compagnie Qantas utilise toujours le numéro de vol QAN1 pour la liaison Sydney – Londres, mais fait désormais son escale technique à Singapour, au lieu de Bangkok, et est aujourd'hui opéré avec des Airbus A380.